# 午夜博物館
《午夜博物館》，為泰國GMM 25與Viu於2023年3月6日起播出的電視劇。由塔納波·里拉塔納卡鄒（Tor）及阿塔潘·葐沙瓦（Gun）主演。
此劇由GMMTV製作，並在2022年11月GMMTV的「DIVERSELY YOURS」新戲發佈會上公開先導預告片。其後，此劇於2023年3月在GMM 25電視台及Viu首播，同年4月終映。

## 劇情簡介
Dome是一家即將倒閉的咖啡館的咖啡師，面臨失業的他收到了一份意想不到的工作機會。 這個邀請來自一位點了咖啡卻一口也不喝的咖啡館常客Khatha。這份工作是在日落後才開放的奇怪博物館上班，幾乎沒有選擇的Dome，接受了Khatha的提議。 第一天工作，一名員工告訴他博物館鬧鬼。 監督員警告他禁止進入16區，但Dome像被誘惑般的闖入了16區， Khatha試圖控制傷害，但Dome無意中喚醒了某些東西，裡面幾乎所有東西都設法溜走了。 Dome對他帶來的麻煩負責，並與Khatha試圖找回遺失的東西，將他們送回屬於他們的地方。

## 演員陣容
註：括號內的演員姓名為小名。

### 主要人物
- 塔納波·里拉塔納卡鄒（Tor）飾演 Khatha
- 阿塔潘·葐沙瓦（Gun）飾演 Dome

### 其他人物
- 阿萍雅·萨库尔加伦苏（Saiparn） 飾演 Anthika
- 郑壹飞（Foei）飾演 Traiphop
- 提娜麗·維拉瓦諾丹（Namtan）飾演 June
- 帕查彤·塔娜瓦（Ployphach）飾演 Bam

### 友情客串
- 塔納·羅坤宋巴（Lee）（第一集）
- 查亞功·朱塔瑪斯（JJ）飾演 Boss（第一、二集）
- 查亞彭·朱塔瑪斯（AJ）飾演 Petch（第一、二集）
- 塔納本·吉塔瀾（Aou）飾演 Jib（第一至四集）
- 塔納温·坡查倫拉特（Winny）飾演 It（第二集）
- 辛纳拉·西里朋查瓦雷（Mike）（第二集）
- 韦阿·森恩（Joss）饰演 Zen（第三集）
- 查雅妮·臣姍卡維（Pat）饰演 Rin（第三集）
- 瓦奇拉維特·奇瓦雷（Bright）饰演 Moth（第三集）
- 塔納塔·丹賈拉勒（Indy）飾演 Jay（第四集）
- 波特瑪·漢莎（Java）飾演 Auto（第四集）
- 帕文·库卡拉尼亚维奇（Win）飾演 Game（第四集）
- 坦塔爾·簡坦霍拉侃（Boom）飾演 Dome（第四集）
- 永瓦蕾·安尼柏爾（Fah）飾演 Ing（第五集）
- Pimthong Washirakom（Dao）飾演 Nisa（第五集）
- Nophand Boonyai（On）飾演 Kong（第五集）
- 彤達婉·奔提維此弓（Tu）飾演 Bee（第五、九集集）
- 瓦拉妮·塔瓦翁（Mook）飾演 Ratchanee（第五集）
- 格拉帕·格潘（Nanon）飾演 Ton（第五至七、十集）
- 彬雅帕·珍帕誦（View）飾演 Anne（第六集）
- 西瓦科恩·勒爾科喬特（Guy）（第七集）
- 吉朗塔寧·歹拉塔納永（Mark）飾演 Phone（第八集）
- 帕查差·司隸亞楠讓（Junior）飾演 Tum（第八至十集）

## 劇集迴響

### 泰國電視收視
- 收視最低的集數以藍色表示，收視最高的集數以紅色表示，而空格則表示該集的收視沒有相關數據。

| 集數 No.   | 播放日期      | 播放時段 (UTC+07:00) | 平均收視率 | 來源   |
| ---------- | ------------- | -------------------- | ---------- | ------ |
| 1          | 2023年3月6日  | 星期一 20:30         | 0.097      | [ 5 ]  |
| 2          | 2023年3月7日  | 星期二 20:30         | 0.118      | [ 6 ]  |
| 3          | 2023年3月13日 | 星期一 20:30         | 0.096      | [ 7 ]  |
| 4          | 2023年3月14日 | 星期二 20:30         | 0.088      | [ 8 ]  |
| 5          | 2023年3月20日 | 星期一 20:30         | 0.080      | [ 9 ]  |
| 6          | 2023年3月21日 | 星期二 20:30         | 0.088      | [ 10 ] |
| 7          | 2023年3月27日 | 星期一 20:30         | 0.144      | [ 11 ] |
| 8          | 2023年3月28日 | 星期二 20:30         | 0.064      | [ 12 ] |
| 9          | 2023年4月3日  | 星期一 20:30         | 0.1        |        |
| 10         | 2023年4月4日  | 星期二 20:30         | 0.1        |        |
| 平均收視率 | 平均收視率    | 平均收視率           | 0.098      | 1      |

^1  基於每集的平均觀眾份額。

## 外部連結
- GMM25 官方網站 （页面存档备份，存于）（泰文）
- GMMTV 官方網站（泰文）
- YouTube上的《午夜博物館》播放列表
- MyDramaList 劇集介紹及劇評 （页面存档备份，存于）（英文）
- 豆瓣电影上《午夜博物館》的資料 （简体中文）